# Attilio Valobra
Attilio Valobra (né à Turin en 1892 et mort en 1953) est un joueur de football italien, qui évoluait au poste de milieu de terrain.
Il était aussi connu sous le nom de Valobra II, pour le différencier de son frère aîné Mario Valobra.

## Biographie
De caractéristique très maigre et sec, il possédait néanmoins une bonne technique de balle malgré sa musculature peu développée.
Turinois pur jus, il a évolué durant sa carrière dans deux clubs de la ville de l'époque, d'abord celui du Piemonte FC et puis du Torino FC.
Également international, il a disputé un match avec l'équipe d'Italie le 15 juin 1913 contre l'Autriche lors d'un amical.
Après sa retraite de footballeur, il devint procureur pour une entreprise.